# Arthur Christensen
Arthur Emanuel Christensen (* 9. Januar 1875 in Kopenhagen; † 31. März 1945 in Kopenhagen) war ein dänischer Orientalist mit Schwerpunkt Iranistik (Philologie und Folkloristik) und Inhaber des ersten Lehrstuhles für Orientalistik an der Universität Kopenhagen zwischen 1919 und 1945.
Sein Studium absolvierte er unter anderem bei Friedrich Carl Andreas in Göttingen, dem Ehemann von Lou Andreas-Salomé, seine Dissertation schrieb er 1903 über Omar Chajjam und seine Dichtung (Omar Khjjâms Rubâijât, en litterærhistorisk Undersøgelse).
1914, 1929 und 1934 reiste Christensen nach Persien und schrieb im Anschluss Artikel über die Menschen, die Kultur und die Natur. 1940 wurde er zum korrespondierenden Mitglied der Göttinger Akademie der Wissenschaften gewählt.